# Grube Falkenstein
Die Grube Falkenstein war eine Eisenerzgrube bei Oberscheld (Gemeinde Dillenburg) im Lahn-Dill-Kreis. Die Grube lag zwischen Oberscheld, Herborn-Seelbach und Eisemroth.

## Geschichte
Zu Beginn der 1950er-Jahre stand für die Hessischen Berg- und Hüttenwerke fest, dass die meisten ihrer Gruben nicht mehr lange fördern konnten. Daher suchte man nach einem Rohstoffbasisersatz für die beiden Hochofenwerke des Unternehmens in Oberscheld und Wetzlar. Ab 1952 untersuchte man bohrtechnisch das südwestliche Gebiet des Lagerzuges Eiserne Hand und fand ein Roteisensteinlager mit einem Gehalt von etwa 40 % Eisen und einer Mächtigkeit von teilweise 6–8 m. Im September 1957 wurde damit begonnen, einen Zechenplatz zu planieren und eine Zufahrtsstraße anzulegen; hierzu wurden mehrere Hektar Wald abgeholzt. Der 4 m durchmessende, runde Hauptschacht (ab 50 m Teufe 3,5 m) auf 430 m üNN wurde am 13. Januar 1958 unweit der historischen Hohen Straße, nur zwei Kilometer vom Oberschelder Hochofen entfernt, abgeteuft und erreichte eine Endteufe von 365 m (davon 15 m Schachtsumpf). Er wurde mit 30 cm dickem Beton ausgebaut. Die Hälfte der Schachtmannschaft der Grube Königszug wurde zu diesem Zweck übernommen. In drei Schichten wurde rund um die Uhr am Schachtvortrieb gearbeitet und man kam pro Mann und Schicht 8,6 cm vorwärts. Im oberen Rinkenbachtal wurde zeitgleich mit dem Schacht ein als Verladestollen geplanter Stollen angesetzt und auf den Schacht vorgetrieben, den er nach 150 m in einer Teufe von 40 m erreichte.
Im Januar 1960 konnte der 24 m hohe Förderturm in Betrieb gehen und mit der Eisenerzförderung begonnen werden. Man fuhr die 350-m-Sohle auf, setzte zwei Füllörter an und trieb einen Querschlag in nordwestlicher Richtung zum Eisenerzlager vor. Im Frühling 1960 wurde ca. 750 m östlich des Hauptschachtes der Wetterschacht in analoger Weise wie der Hauptschacht abgeteuft und mit diesem untertägig auf der 350-m-Sohle verbunden. Die Tagesanlagen bestanden aus dem Zechenhaus, Kaue, Schachthalle, Brech- und Siebanlage inkl. untertägigen Erzbunkern und der Verladeanlage im Rinkenbachtal. Zusätzlich gab es noch Gebäude für die Drucklufterzeugung und die Stromversorgung. Das Zechengebäude und die Waschkaue waren für bis zu 300 Arbeiter ausgelegt und die Verwaltung fand hier ebenfalls Platz.
Die Drucklufterzeugung verfügte über eine Leistung von 45 m³/min.
Die Brech- und Klassieranlage besaß eine Durchsatzleistung von im Schnitt 40 und maximal 70 t/Stunde. Das Erz wurde nach der Aufbereitung über eine Bandanlage zur Verladung am Stollenausgang transportiert, dort in Lastkraftwagen verladen und auf einer 1,2 km entfernt liegenden Verladerampe in Oberscheld in Waggons umgeladen. Ursprünglich war auch der Bau einer Seilbahn im Gespräch. 1972 lag die Gesamt-Fertigerz-Leistung der Grube bei 8 t je Mann und Schicht.

### Schließung
Nach der Stilllegung der Grube Königszug von April 1968 an wurde in der Grube bis 1971 im zweischichtigen Betrieb gearbeitet und jährlich etwa 140.000 t Eisenerz gefördert. Ab 1971 wurde aufgrund von Absatzschwierigkeiten wieder auf einschichtigen Betrieb umgestellt. Eine Ruhrhütte, die 5000 t Falkenstein-Eisenerz/Monat verarbeitete, hatte eine neue Sinteranlage in Betrieb gestellt. Durch den erhöhten Sintererzeinsatz war die Verhüttung von Roteisenstein, der bis dahin als Schlackenträger Verwendung gefunden hatte, überflüssig. Zudem gingen zwei Hochofenwerke im Siegerland, die ebenfalls Falkenstein-Eisenerze bezogen hatten, außer Betrieb.
Infolgedessen verringerte sich der Absatz auf 5000 t/Monat. Die Förderung dieser eher geringen Erzmenge war selbst im einschichtigen Betrieb nicht auslastend und damit die Wirtschaftlichkeit des Grubenbetriebes nicht mehr gegeben.
Daher wurde die Grube Falkenstein am 31. August 1973 stillgelegt, obwohl sich bereits die neue 385-m-Tiefbausohle im Aufschluss befand, wodurch Vorkommen von 1,5 Mio. t Erze sicher nachgewiesen waren.
Die Lagerstätte verfügte bis zu diesem Zeitpunkt noch über 2 bis 3 Mio. t Eisenstein, die als abbauwürdig angesehen werden konnten. Die Förderleistung der Grube hätte sogar noch durch den Einsatz von modernem Bohr- und Ladegerät zusätzlich erhöht werden können. Ab September 1973 führte eine Restbelegschaft lediglich noch Rückbauarbeiten durch. Mit der Stilllegung der Grube endete der zweitausendjährige Abbau von Roteisenstein im Dill-Gebiet, der die Grundlage der einheimischen Hüttenindustrie gebildet hatte.
Die Gesamtförderung der Grube betrug ca. 1 Mio. t Eisenerz.

### Nachfolgenutzung
Das Gelände der ehemaligen Grube und Grubengebäude findet Verwendung durch das Entsorgungsunternehmen SITA Mitte GmbH & Co. KG, das seit März 2016 Teil der Suez Deutschland GmbH wurde.

## Geologie
Im Südosten und Osten des Rheinischen Schiefergebirges liegt das sogenannte „Hessische Synklinorium“, wozu auch das Lahn-Dill-Gebiet gehört. Das durch Überschiebung und Faltung im Paläozoikum (Devon) entstandene Hessische Synklinorium weist geologisch einen komplizierten Aufbau auf. Es ist gekennzeichnet durch Bruchlinien, Hebungen und Verwerfungen. Im Lahn-Dill-Gebiet finden sich keine größeren zusammenhängenden Vorkommen.